# Безбах Яків Якович
Бе́збах Я́ків Я́кович (нар. 8 вересня 1957; Дніпропетровськ, Українська РСР) — український політик, народний депутат України VII та VIII скликань.

## Життєпис

### Освіта
1976 — закінчив Індустріальний технікум Дніпропетровська, спеціальність «технік-металург».
У 1988 р. закінчив Металургійну академію, спеціальність «інженер-металург».
З 1994 по 1997 рік без відриву від виробництва навчається в Академії економіки і права.

### Трудова діяльність
1976—1978 рр. — служба в ракетних військах Радянської Армії.
З 1989 р. — депутат Верховної Ради СРСР, де входив в комісію з контролю за пільгами та привілеями.
1991—2006 рр. — робітник мартенівського цеху НТЗ.
2006—2010 рр. — працював в заводоуправлінні спеціалістом з соціальних питань ВАТ «Інтерпайп НТЗ».
З 2010 р. — помічник голови правління «Інтерпайп НТЗ» з соціальних питань.

### Політична діяльність
Після обрання Віктора Пінчука народним депутатом України у 1998 році працює його помічником. Потім став помічником депутата Дніпропетровської міської ради Геннадія Єсаулова. З 2006 по 2010 працював депутатом Індустріального райради Дніпропетровська. У 2010 році був обраний депутатом Дніпропетровської міської ради, де входив до фракції член Партії регіонів.
З 2012 р. — Народний депутат України. Був обраний по одномандатному виборчому округу № 24 в Дніпропетровській області отримавши 43,06 % голосів виборців.
У 2014 р — На позачергових виборах знову переміг як самовисуванець по округу № 24 Дніпропетровська область, набравши голосів виборців 30 %. У Верховній Раді 8 скликання — позафракційний депутат, член комітету з питань законодавчого забезпечення правоохоронної діяльності.
Голосував за Диктаторські закони 16 січня 2014 року.
18 січня 2018 року був одним з 36 депутатів, що голосували проти Закону про визнання українського сувернітету над окупованими територіями Донецької та Луганської областей.
У вересні 2018 року був однім із підписантів листа до патріарха Варфоломія, в якому закликав відкласти надання томосу.

### Скандали
У 2014 році у Дніпропетровську, було зафіксовано агітаторів, одягнених в накидки з прізвищем Безбаха, які продавали емальований посуд за собівартістю. Безбах свою причетність до агітації відкинув.

## Сім'я
Одружений, виховує двох синів — Валерія 13.08.1980 р.н. і В'ячеслава 28.02.1990 р.н.
Сам він був дев'ятою дитиною в багатодітній родині. Проживши в сім'ї до шкільного віку, з 1964 по 1972 рр. навчався в школі-інтернаті № 5.